# Corispermum komarovii
Corispermum komarovii är en amarantväxtart som beskrevs av Modest Mikhaĭlovich Iljin. Corispermum komarovii ingår i släktet lusfrön, och familjen amarantväxter. Inga underarter finns listade i Catalogue of Life.